# Ahvenjärvi (sjö i Pelkosenniemi, Lappland, Finland)
Ahvenjärvi eller Ahenjärvi är en sjö i Finland. Den ligger i kommunen Pelkosenniemi i landskapet Lappland, i den norra delen av landet, 800 km norr om huvudstaden Helsingfors. Ahenjärvi ligger 158,5 meter över havet. Arean är 43,8 hektar och strandlinjen är 6,72 kilometer lång. Sjön  ingår i Kemi älvs huvudavrinningsområde. 